# Mezzettia macrocarpa
Mezzettia macrocarpa là một loài thực vật thuộc họ Annonaceae.

## Phân bố
Theo Plants of the World Online thì nó là loài bản địa đảo Borneo, bao gồm Brunei, Indonesia và Malaysia.